# Castronno
Castronno là một đô thị ở tỉnh Varese trong vùng Lombardia, có cự ly khoảng 40 km về phía tây bắc của Milan và khoảng 10 km southvề phía tây của Varese. Tại thời điểm ngày 31 tháng 12 năm 2004, đô thị này có dân số 5.125 người và diện tích là 3,7 km².
Castronno giáp các đô thị: Albizzate, Brunello, Caronno Varesino, Morazzone, Sumirago.